# Aeropuerto Internacional de Savannah/Hilton Head
El Aeropuerto Internacional de Savannah/Hilton Head (en inglés, Savannah/Hilton Head International Airport)  (IATA: SAV, OACI: KSAV, FAA LID: SAV), es un aeropuerto comercial y de uso militar en Savannah, Georgia, Estados Unidos. Savannah/Hilton Head International brinda a los viajeros acceso a Savannah, Georgia y Hilton Head Island, Carolina del Sur así como a las áreas vecinas, incluidas Bluffton y Beaufort, Carolina del Sur y la región de las Islas Doradas de la costa de Georgia.
Propiedad de la ciudad de Savannah y administrado por la Comisión del Aeropuerto de Savannah, Savannah/Hilton Head International está ubicado a siete millas náuticas (8 millas, 13 km) al noroeste del distrito histórico de Savannah. Se puede acceder directamente a la terminal de pasajeros del aeropuerto desde la Interestatal 95 entre Savannah y la ciudad suburbana de Pooler. Sus nombres anteriores incluyen Aeropuerto Internacional de Savannah, Travis Field y Chatham Field.
Este aeropuerto está incluido en el Plan Nacional de Sistemas Aeroportuarios Integrados para 2011-2015, que lo categorizó como un aeropuerto de servicio comercial primario ya que tiene más de 10,000 embarques de pasajeros por año. Las instalaciones de la Aduana de Estados Unidos están en el campo y el aeropuerto es parte de una Zona de Comercio Exterior. 

## Aerolíneas y destinos

### Pasajeros
| Aerolíneas           | Destinos |
| -------------------- | --- |
| Allegiant Air        | Akron/Canton, Allentown, Baltimore, Boston, Cincinnati, Flint, Fort Lauderdale, Grand Rapids, Punta Gorda (FL), San Petersburgo/Clearwater, Washington–Dulles Estacional: Appleton, Belleville/St. Louis, Chicago–Midway, Columbus–Rickenbacker, Indianápolis, Louisville, Nashville, Newark, Pittsburgh |
| American Airlines    | Charlotte, Dallas/Fort Worth Estacional: Chicago–O'Hare |
| American Eagle       | Charlotte, Dallas/Fort Worth, Filadelfia, Miami, Washington–National |
| Avelo Airlines       | Estacional: New Haven |
| Breeze Airways       | Hartford, Nueva Orleans (inicia el 5 de septiembre de 2025), Providence Estacional: White Plains |
| Delta Air Lines      | Atlanta Estacional: Boston, Detroit, Mineápolis/St. Paul |
| Delta Connection     | Boston, Nueva York–JFK, Nueva York–LaGuardia |
| JetBlue Airways      | Boston, Nueva York–JFK |
| Southwest Airlines   | Baltimore, Chicago–Midway, Dallas–Love, Houston–Hobby, Nashville Estacional: Denver, San Luis |
| Spirit Airlines      | Detroit (inicia el 10 de octubre de 2025), Fort Lauderdale (inicia el 9 de octubre de 2025), Nashville (inicia el 9 de octubre de 2025), Newark (inicia el 14 de agosto de 2025) |
| Sun Country Airlines | Estacional: Mineápolis/St. Paul |
| United Airlines      | Chicago–O'Hare Estacional: Denver, Houston–Intercontinental, Newark, Washington–Dulles |
| United Express       | Chicago–O'Hare, Denver, Houston–Intercontinental, Newark, Washington–Dulles |

### Carga
| Aerolíneas    | Destinos      |
| ------------- | ------------- |
| FedEx Express | Memphis       |
| UPS Airlines  | Columbia (SC) |

## Estadísticas

### Tráfico Anual
Ver fuente y consulta Wikidata.
| Año  | Pasajeros | Operaciones | Año  | Pasajeros | Operaciones |
| ---- | --------- | ----------- | ---- | --------- | ----------- |
| 2005 | 2,104,893 | 103,988     | 2015 | 2,027,262 | 88,691      |
| 2006 | 1,932,593 | 102,928     | 2016 | 2,190,406 | 92,680      |
| 2007 | 2,029,410 | 100,009     | 2017 | 2,462,881 | 94,827      |
| 2008 | 1,969,965 | 94,306      | 2018 | 2,799,526 | 96,823      |
| 2009 | 1,650,383 | 95,206      | 2019 | 3,021,077 | 107,764     |
| 2010 | 1,653,302 | 99,787      | 2020 | 1,199,995 | 92,294      |
| 2011 | 1,612,348 | 90,326      | 2021 | 2,780,909 | 112,657     |
| 2012 | 1,612,090 | 90,326      | 2022 | 3,533,294 | 116,420     |
| 2013 | 1,642,088 | 84,958      | 2023 | 3,897,532 | 111,948     |
| 2014 | 1,916,561 | 85,090      | 2024 | 4,134,381 | 114,986     |

## Aeropuertos cercanos
Los aeropuertos más cercanos son:
- Aeropuerto de Hilton Head (45km)
- Aeropuerto Brunswick Golden Isles (108km)
- Aeropuerto Internacional de Charleston (136km)
- Aeropuerto Regional de Augusta (170km)
- Aeropuerto Internacional de Jacksonville (202km)